# Gore Obsessed
Gore Obsessed — музичний альбом гурту Cannibal Corpse. Виданий 26 лютого 2002 року лейблом Metal Blade Records. Загальна тривалість композицій становить 38:18. Альбом відносять до напрямку дез-метал.

## Список пісень
1. «Savage Butchery» — 1:50
2. «Hatchet to the Head» — 3:34
3. «Pit of Zombies» — 3:58
4. «Dormant Bodies Bursting» — 2:00
5. «Compelled to Lacerate» — 3:29
6. «Drowning in Viscera» — 3:36
7. «Hung and Bled» — 4:13
8. «Sanded Faceless» — 3:51
9. «Mutation of the Cadaver» — 3:09
10. «When Death Replaces Life» — 4:59
11. «Grotesque» — 3:42
12. «No Remorse» — 6:16

## Чарт
| Чарт                                    | Найвища позиція |
| --------------------------------------- | --------------- |
| Німеччина German Albums (Media Control) | 71              |
| США Independent Albums (Billboard)      | 11              |